# Qrio

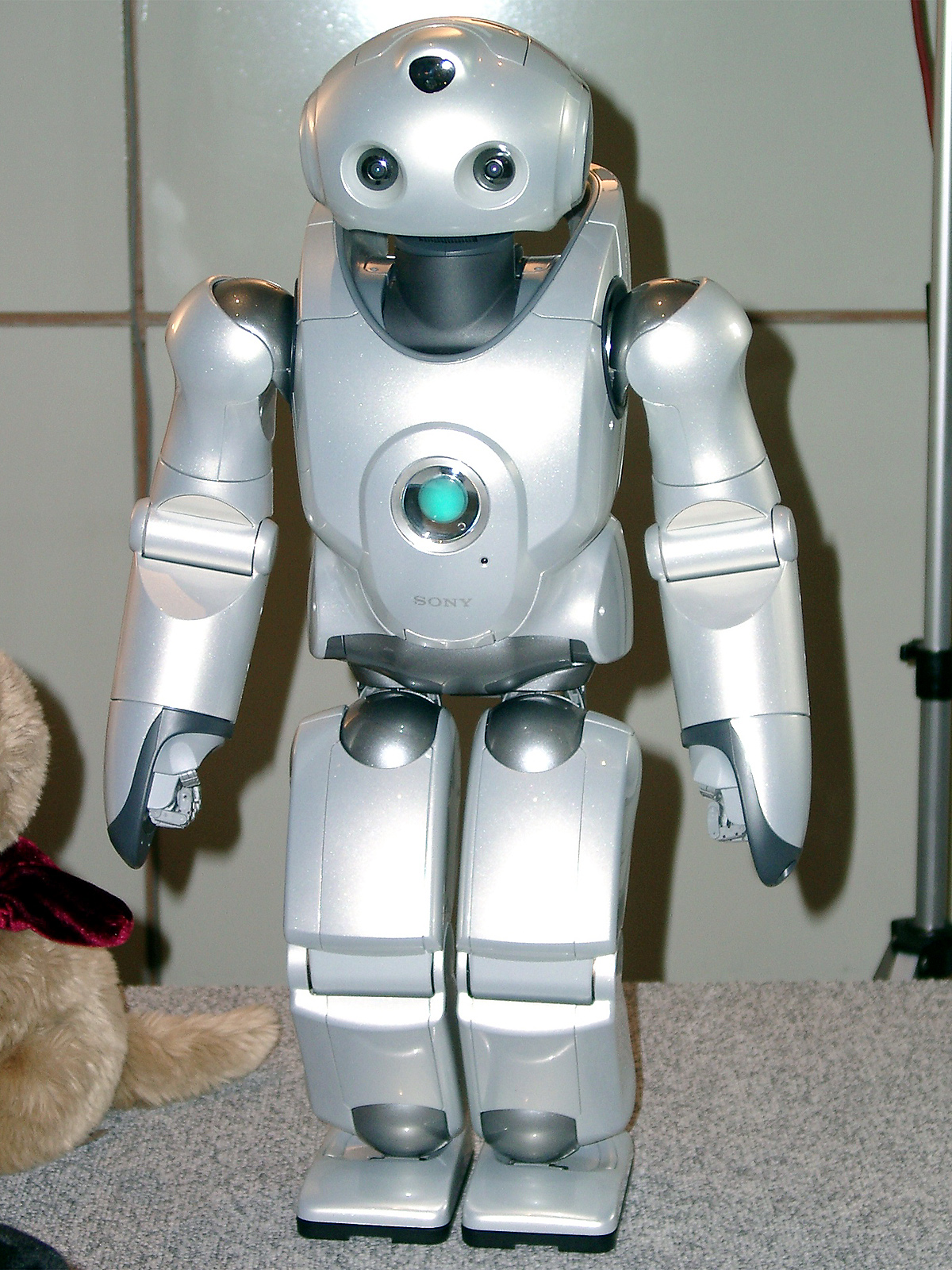
Qrio

Qrio (« Quest for cuRIOsity », Quête de la cuRIOsité en français, son ancien nom de code est le SDR-4XII pour « Sony Dream Robot ») est un  prototype de robot de compagnie humanoïde bipède développé entre 2003 et janvier 2006 par la société japonaise Sony. Il est le successeur des modèles SDR-3X et SDR-4X. Son slogan est « Makes life fun, makes you happy » (en français « Rend la vie amusante, vous rend heureux »).

## Description
Capable de reconnaissance vocale et faciale, de synthèse vocale (y compris le chant), ce robot a la capacité de soutenir une conversation avec un être humain (actuellement en anglais ou en japonais). Il lui est aussi possible de localiser les objets dans l'espace grâce à sa vision stéréoscopique, mais aussi les sons grâce à 7 microphones intégrés. Sa bipédie avancée lui permet de marcher sur des sols encombrés ou à inclinaison variable et de monter des escaliers. Pour ce faire, il s'assure que son centre de gravité reste dans sa zone de stabilité, ce qui lui permet par ailleurs de réagir à des contraintes extérieures (par exemple si on le pousse). En établissant une carte « mentale » de son environnement, il peut calculer le chemin optimal vers sa destination en évitant les obstacles. Il est aussi équipé d'une connexion sans fil. Enfin, une poignée située dans le dos du robot permet de le soulever, ce qui a pour effet de stopper son fonctionnement.
Si ses fonctionnalités sont comparables à celle de son concurrent ASIMO, sa taille plus réduite lui assure une stabilité et des mouvements plus vastes.

Bien que jamais commercialisé, les estimations de son coût variaient entre 25 000 et 40 000 euros.

## Caractéristiques
| Caractéristiques techniques    | Caractéristiques techniques |
| ------------------------------ | --------------------------- |
| Hauteur                        | 58 cm                       |
| Largeur                        | 27 cm                       |
| Longueur                       | 19 cm                       |
| Masse(avec batteries)          | 7 kg                        |
| Degrés de liberté de mouvement | 38                          |